# Papamosques cua de ventall
El papamosques cua de ventall (Chelidorhynx hypoxanthus) és un ocell de la família dels estenostírids (Stenostiridae).

## Hàbitat i distribució
Habita boscos subtropicals i tropicals a l'Himàlaia i algunes zones del sud-est asiàtic com ara Tailàndia, Vietnam i Myanmar

## Descripció
Fa una llargària d'uns 8 cm. De color groc per sota i més gris per sobre. Ampla llista ocular negra. Ampla cua negra amb punta blanca.

## Taxonomia
Ubicat antany a la família dels ripidúrids (Rhipiduridae) dins el gènere Rhipidura, anàlisis d'ADN han motivat el seu trasllat als estenostírids, dins el monotípic gènere Chelidorhynx